# جوبانبيناري (جرجر)
جوبانبيناري (بالكردية: Bilêle‏) (بالتركية: Çobanpınarı)‏ هي قرية كرديّة تتبع إداريّاً لمديرية جرجر في محافظة أديامان التركية، بلغ عدد سكانها 545 نسمة في عام 2021.